# Іна (Місяць)
Іна (лат. Ina) — западина загадкового походження в Озері Щастя на Місяці. Має розмір 3×2 км. Примітна світлою і майже некратерованою поверхнею, якою розкидані пагорби, схожі на краплини розлитої ртуті. Ці пагорби вирізняються темною поверхнею, подібною до решти озера, і надзвичайно чіткими обрисами.
На Місяці виявлено кілька десятків подібних об'єктів; Іна — найбільший та найвідоміший з них. Їх походження станом на 2019 рік не встановлено, хоча існує низка гіпотез. Світла поверхня та чіткі межі цих утворень свідчать про їх дуже малий вік порівняно з більшістю деталей поверхні Місяця.
Ця структура була відкрита в 1972 році на знімках «Аполлона-15». Через 2 роки на карті, виданій NASA, вона отримала давньоримське жіноче ім'я Іна згідно з практикою називати малі місячні кратери та подібні до них об'єкти просто людськими іменами (тоді як великі називають на честь конкретних осіб). У 1979 році цю назву затвердив Міжнародний астрономічний союз. Крім того, за характерну форму об'єкт називають D-кальдерою.
Разом з Іною імена отримали два малі звичайні кратери поряд із нею. Це 400-метровий кратер Даґ на північний захід від Іни та 350-метровий кратер Осама на її південно-західному краю. Крім того, пагорб шириною 650 метрів у східній частині Іни має назву «гора Агнес».

## Дослідження
Іна викликала великий інтерес дослідників із 1972 року, коли її відкрили на фотографіях, зроблених з орбіти «Аполлоном-15». Її могли знайти й на 5 років раніше — на знімках Lunar Orbiter 4 — але цьому завадив дефект зображення. В кінці того ж 1972 року Іну спостерігали та фотографували з орбіти астронавти «Аполлона-17». Згодом її досліджували кілька автоматичних космічних апаратів. Так, у 2009 році почав роботу супутник Lunar Reconnaissance Orbiter, що відзняв Іну з роздільною здатністю порядку 0,5 метра на піксель — на порядок краще за найякісніші знімки, що існували до того — причому за різних умов освітлення. Отримав він і радіолокаційні зображення цього об'єкта.

## Розташування
Іна розташована на верхівці округлого підняття висотою 300 м і діаметром 15 км або, за іншою оцінкою, 22 км, яке, ймовірно, є щитовим вулканом. У такому разі це один із найбільших подібних вулканів на Місяці. Він стоїть на видовженому плато (можливо, горсті) шириною близько 30 км і висотою 650—800 м. Це плато розташоване посеред Озера Щастя — між морями Ясності, Парів та Дощів. Координати центра Іни — 18°40′ пн. ш. 5°18′ сх. д. / 18.66° пн. ш. 5.30° сх. д.

## Опис
Іна — це D-подібна западина розміром 2900×1900 м і площею близько 4,5 км2, що обмежена валом шириною 600–1000 м і висотою 30–40 м. Східний край валу на 10 м вищий за західний. Зовні вал дуже пологий (1–3°) і не має чіткої межі, тоді як всередині дуже крутий (десятки градусів) і різко відмежований від западини. Всередині Іни висота зменшується з відстанню від краю; похил поверхні там становить 1,3–1,6°. Найглибша точка лежить дещо північно-західніше центру, на 30 м нижче країв западини і на 64 м нижче найвищої точки валу.
Всередині западини є ділянки двох різко відмінних типів. Це низовина та розкидані нею пагорби амебоподібної форми. Поверхня цих пагорбів схожа на звичайну «морську» поверхню Озера Щастя, тоді як низовина значно від неї відрізняється.
Пагорбів усередині Іни кілька десятків; вони мають дуже різноманітний розмір, скруглені контури й часто з'єднані один з одним або з зовнішнім валом. Їх часто порівнюють із краплями розлитої ртуті. Вони невисокі (5–25, найчастіше 10–15 м; завжди нижчі за край Іни) і мають більш-менш плоску чи дещо опуклу верхівку та круті схили. Межі пагорбів майже скрізь дуже чіткі. Часто вони оточені вузькою смужкою дещо пониженої місцевості («ровом»), що далі поступово вирівнюється (ніби пагорб лежить у неглибокій западині). Межа пагорбів та низовини виглядає так само, як її зовнішня межа. Пагорби мають у цілому значно рівнішу поверхню, ніж низовина, але концентрація кратерів на них набагато вища — майже така ж, як на навколишніх ділянках Озера Щастя.
Низовина Іни, навпаки, вкрита численними дрібними нерівностями — підняттями та западинами неправильної форми. Є там і круглі деталі, що можуть бути залишками кратерів. Простежуються і лопатеподібні структури, дещо схожі формою на пагорби, але менші. Висота цих нерівностей не перевищує кількох метрів. Окрім того, на низовині трапляються своєрідні невеликі дуже яскраві ділянки. При детальному розгляданні вони виявляються розсипами каміння, розмір якого сягає 1–5 м. Вони знаходяться переважно біля межі низовини з пагорбами або зовнішнім валом, особливо в пониженнях.
Колір низовин Іни блакитно-сірий, а пагорбів (як і звичайної місячної поверхні) — коричнюватий і суттєво темніший. За спектральними властивостями речовина низовин Іни нагадує базальти з високим вмістом титану, що спостерігаються в деяких молодих кратерах — там, де вони опинилися на поверхні недавно і ще не встигли потьмяніти й втратити блакитний відтінок під дією космічних променів. Зовні Іна оточена слабким розмитим ореолом (гало) ще більш темного відтінку, ніж навколишня поверхня Озера Щастя. Поверхня навколо неї трохи більш синювата, ніж в околицях.

## Аналоги

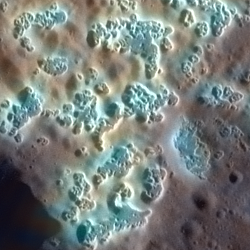
Приклад можливих меркуріанських аналогів Іни (кольори посилені). Знімок MESSENGER; ширина — 7 км.

Після відкриття Іни на Місяці було виявлено ще кілька десятків об'єктів такого типу, але менших і не таких виразних. Більшість з них мають менш правильну форму (а іноді й розділені на окремі частини), і не всі мають пагорби. Їх називають «меніскові западини» (англ. meniscus hollows) за подібність їх країв до опуклого меніска або «неправильні морські ділянки» (irregular mare patches). Вони найчастіше трапляються біля об'єктів вулканічної та тектонічної природи, нерідко групами.
Крім того, немало схожих об'єктів виявлено на Меркурії (найбільш подібному до Місяця тілі Сонячної системи). Але вони мають і суттєві відмінності від місячних «меніскових западин». Меркуріанські западини зазвичай оточені яскравим ореолом і трапляються переважно в метеоритних кратерах, причому в будь-яких місцях (на дні, валах, центральних гірках, викидах), тоді як місячні аналоги Іни розповсюджені лише на морській поверхні. Меркуріанські об'єкти численніші та сягають на порядок більшого розміру, ніж місячні. Кольором Іна нагадує сусідні молоді кратери, а меркуріанські западини більш голубуваті, ніж молоді кратери Меркурія, що вказує на відмінність їх складу.

## Геологічна історія

### Вік
По всій видимості, поверхня низовин Іни значно молодша за поверхню її пагорбів та зовнішніх околиць (тобто, недавно оновлювалася). На це вказують світлий колір та мала кратерованість цих низовин. З часом деталі поверхні Місяця темнішають під дією космічних променів та зазнають численних метеоритних ударів, що створюють кратери, згладжують схили й розмивають межі об'єктів. Судячи з названих ознак, низовина Іни — одна з наймолодших деталей рельєфу Місяця. Поверхня пагорбів значно старша: її вік приблизно такий, як у звичайної поверхні Озера Щастя (більше мільярда років), причому схили тих самих пагорбів набагато молодші: вони б не могли зберегти свою теперішню крутість та чіткі межі навіть протягом 50 млн років. «Рови», що подекуди оточують пагорби, мали б зникнути всього за 1-2 млн років.
З іншого боку, є і значно менша оцінка віку верхівок пагорбів Іни — 33±2 млн років (вона базується на підрахунку кратерів діаметром >10 м, що дав значення 137 штук/км2).
Вік округлої височини (ймовірного вулкану), де знаходиться Іна, за даними підрахунку кратерів 2019 року, становить 3,5+0,06
−0,1 млрд років, що відповідає часам найактивніших вивержень морських базальтів на Місяці, причому, за даними деяких досліджень, ця височина дещо молодша за свої околиці. Однак не виключено, що отримані в цей спосіб оцінки віку поверхні регіону занижені: за версією деяких дослідників, тамтешні породи є багатою на бульбашки лавою, а в ній за рівних інших умов утворюються відносно малі кратери.

### Утворення
Походження Іни лишається неясним. Після її відкриття першою з'явилася версія, що це кальдера дуже низького давнього вулкана. Згодом було запропоновано гіпотезу, що Іна утворилася при викиді газів (вулканічних або навіть радіогенних), які здули реголіт геть. У такому разі пагорби — це місця, де він залишився. За іншою думкою, пагорби — це лавові маси (можливо, потоки лави, «роздуті» під час росту під щільним покривом або вичавлені крізь тріщини в кірці з застиглої лави на лавовому озері). Всі ці версії мають недоліки. Так, навколо Іни нема вулканічних викидів, як і розкиданого потоками газу реголіту; крім того, за сучасними даними, вулканічна активність на Місяці давно припинилася.
Згідно з іще однією гіпотезою, Іна з'явилася (і продовжує формуватися) завдяки провалюванню ґрунту в підземні порожнини. Вони могли утворитися в давні часи при застиганні лави або нещодавно при випаровуванні з-під поверхні якихось летких речовин. У такому разі яскраві каменясті ділянки дна Іни — це місця, де реголіт уже провалився, більш темні низовини — місця неповного провалювання, а пагорби — залишки первісної поверхні, що поступово зменшуються.